# Fernando San Emeterio
Fernando San Emeterio Lara (* 1. Januar 1984 in Santander, Kantabrien) ist ein ehemaliger spanischer Basketballspieler. Er spielte auf den Positionen des Small Forwards oder als Shooting Guard.

## Laufbahn
Fernando San Emeterio begann seine Laufbahn in der Jugend von Forum Valladolid. Sein Ligadebüt in der ersten Mannschaft feierte er am 29. September 2001 gegen Caja San Fernando. Im Sommer 2006 wechselte er zu Bàsquet Girona. Mit der Mannschaft gewann er 2007 den Europapokal FIBA EuroChallenge. Nach zwei Jahren in Katalonien ging San Emeterio zum Traditionsverein Saski Baskonia (Caja Laboral), mit dem er zahlreiche Erfolge feierte, darunter der Gewinn des spanischen Pokals 2009 sowie der Meisterschaft 2009/10. In der Saison 2010/11 wurde er für seine starken Leistungen zum wertvollsten Spieler der spanischen Liga gewählt und war zudem als bester Small Forward Teil des All-Euroleague First Teams und des All-ACB Teams.
Von 2015 bis 2021 stand er beim Valencia Basket Club unter Vertrag. Mit der Mannschaft wurde er 2017 spanischer Meister und gewann 2019 den europäischen Vereinswettbewerb EuroCup. Er bestritt in der spanischen Liga ACB insgesamt 643 Spiele. Nach dem Ende seiner Spielerlaufbahn trat San Emeterio 2021 in Valencia eine Stelle als Co-Trainer an.
Im Juni 2024 wurde er Sportlicher Leiter von Bàsquet Girona.

### Nationalmannschaft
Als Jugendlicher nahm Fernando San Emeterio mit seinem Land an der U18-Europameisterschaft 2002 in Deutschland teil, seine Mannschaft beendete das Turnier jedoch nur auf dem neunten Rang.
Im Zuge der Vorbereitung für die Basketball-Weltmeisterschaft 2010 wurde er erstmals in die A-Nationalmannschaft berufen und feierte sein Debüt bei einem Testspiel am 1. August 2010 gegen Kanada. Bei der EM-2011 in Litauen holte er mit Spanien die Goldmedaille. 2015 wurde er abermals Europameister. EM-Dritter wurde er mit der spanischen Auswahl in den Jahren 2013 und 2017. Er kam auf insgesamt 109 A-Länderspiele.

## Erfolge und Auszeichnungen
Akasvayu Girona
- FIBA EuroChallenge: 2006/07

Saski Baskonia
- Spanischer Pokalsieger: 2009
- Spanischer Meister: 2009/10

### Valencia Basket Club
- Spanischer Meister: 2016/17
- EuroCup-Sieger 2019

Spanische Nationalmannschaft
- Olympische Spiele 2012: Silber
- Europameister: 2011, 2015
- Europameisterschaftsdritter: 2013, 2017

Auszeichnungen
- All-Euroleague First Team: 2010/11
- All-ACB Team: 2010/11
- MVP der Spanischen Meisterschaft: 2010/11